# DSV Alvin
Alvin (DSV-2) es una embarcación sumergible tripulada dedicada a la investigación oceánica profunda, propiedad de la Marina de los Estados Unidos y operada por la Institución Oceanográfica de Woods Hole (WHOI, en sus siglas en inglés) en Woods Hole, Massachusetts. 

## Historia
El sumergible fue construido por el grupo de electrónica de General Mills en Minneapolis, Minnesota. Bautizado en honor del principal promotor e inspiración creativa para el vehículo, Allyn Vine, Alvin fue encargado el 5 de junio de 1964. El submergible se opera desde el barco de soporte RV Atlantis (AGOR-25), que también es propiedad de la Marina de Estados Unidos. y operado por el WHOI. 
El submergible ha realizado más de 4.400 inmersiones, con capacidad para dos científicos y un piloto, para observar las formas de vida que deben soportar las elevadas presiones en el fondo marino y moverse en total oscuridad. También ha explorado el pecio del Titanic. Las investigaciones llevadas a cabo en el Alvin han sido utilizadas en casi 2.000 artículos científicos.

## Galería

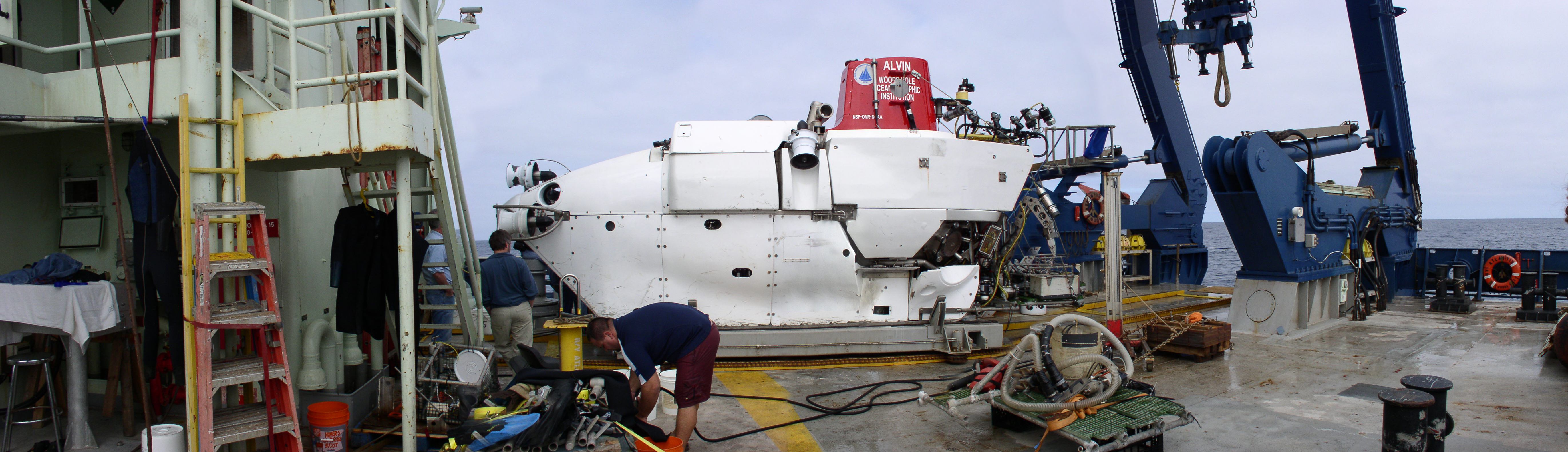
El DSV Alvin en la popa del buque de exploración R/V Atlantis, tras una inmersión. A la derecha de la fotografía se puede observar la grúa que hace descender al Alvin al agua, y a la izquierda el hangar del vehículo submarino.